# Шерах, Гадам Захариас
Гадам Захариас Шерах, немецкий вариант — Адам Захариас Ширах (в.-луж. Hadam Zacharias Šěrach, нем. Adam Zacharias Schirach, 7 апреля 1693 года, деревня Хребня, Верхняя Лужица — 28 июля 1758 года, Малешецы, там же) — лютеранский священнослужитель и лужицкий поэт. Один из основателей Сербского проповеднического общества.

## Биография
Родился 7 апреля 1693 года в лужицкой деревне Хребня в семье лютеранского священника Петра Шераха. С 1707 по 1714 год учился в школе в Мишне, потом до 1717 год изучал теологию и философию в Лейпцигском университете, где основал с другими пятью студентами Сербское проповедническое общество, которое сыграло значимую роль в серболужицком национальном возрождении. 
С 1720 года служил священником в деревне Носачицы. В 1729 году был назначен настоятелем лютеранского прихода в деревне Малешецы, где служил до своей кончины. Будучи лютеранским священником, занимался богословской полемикой с выучившим верхнелужицкий язык немецким проповедником пиетизма Иоганном Готфридом Кюном, которого обвинял в чрезмерном увлечении мистицизмом.
Писал светские стихотворения на иврите, древнегреческом, немецком и верхнелужицком языках. Перевёл некоторые богословские книги на верхнелужицкий язык.
Сын Петра Шераха. Родной брат Кшесчана Богухвала Шераха, отец Гадама Богухвала Шераха и Петра Элиаса Шераха.